# Igor Denissowitsch Slujew
Igor Denissowitsch Slujew (russisch Игорь Денисович Слуев; * 29. August 1999) ist ein russischer Snowboarder. Er startet in den Paralleldisziplinen.

## Werdegang
Igor Slujew startete international erstmals im Januar 2015 beim Europäischen Olympischen Winter-Jugendfestival in Schruns. Dort belegte er den 33. Platz im Snowboardcross. Im Januar 2017 nahm er in Gerlitzen erstmals am Europacup teil und errang dabei die Plätze 17 und acht im Parallel-Riesenslalom. Bei den Juniorenweltmeisterschaften 2017 in Klínovec kam er auf den 45. Platz im Parallel-Riesenslalom und auf den 32. Rang im Parallelslalom und bei den Juniorenweltmeisterschaften 2018 in Cardrona auf den 11. Platz im Parallel-Slalom und auf den achten Rang im Parallel-Riesenslalom. In der Saison 2018/19 errang er mit fünf Top-Zehn-Platzierungen, darunter die Plätze drei und eins im Parallel-Riesenslalom in Lachtal, den dritten Platz in der Parallel-Riesenslalom-Wertung des Europacups. Sein Debüt im Snowboard-Weltcup hatte er im Dezember 2018 im Carezza, das er auf den 21. Platz im Parallel-Riesenslalom beendete. Bei den Juniorenweltmeisterschaften 2019 in Rogla wurde er Zehnter im Parallelslalom und Neunter im Parallel-Riesenslalom. In der folgenden Saison kam er im Weltcup dreimal unter die ersten Zehn. Dabei erreichte er in Cortina d’Ampezzo mit dem dritten Platz im Parallel-Riesenslalom seine erste Podestplatzierung im Weltcup und zum Saisonende den 15. Platz im Parallel-Weltcup und den achten Rang im Parallel-Riesenslalom-Weltcup. In der Saison 2020/21 holte er im Parallel-Riesenslalom in Scuol seinen ersten Weltcupsieg und errang in Bannoye den zweiten Platz. Bei den Snowboard-Weltmeisterschaften 2021 in Rogla belegte er den 36. Platz im Parallelslalom und den neunten Rang im Parallel-Riesenslalom. Die Saison beendete er auf dem neunten Platz im Parallel-Weltcup und auf dem zweiten Rang im Parallel-Riesenslalom-Weltcup. Im folgenden Jahr wurde er russischer Meister im Parallel-Riesenslalom.

## Weltcupsiege und Weltcup-Gesamtplatzierungen

### Weltcupsiege
| Nr. | Datum          | Ort   | Disziplin             |
| --- | -------------- | ----- | --------------------- |
| 01. | 9. Januar 2021 | Scuol | Parallel-Riesenslalom |

### Weltcup-Gesamtplatzierungen
| Saison  | Parallel | Parallel | Parallel-Riesenslalom | Parallel-Riesenslalom | Parallelslalom | Parallelslalom |
| Saison  | Punkte   | Platz    | Punkte                | Platz                 | Punkte         | Platz          |
| ------- | -------- | -------- | --------------------- | --------------------- | -------------- | -------------- |
| 2018/19 | 340      | 42.      | 340                   | 35.                   | -              | -              |
| 2019/20 | 2007     | 15.      | 1889,4                | 8.                    | 117,6          | 33.            |
| 2020/21 | 265      | 9.       | 214                   | 2.                    | 51             | 21.            |
| 2021/22 | 43       | 34.      | 43                    | 29.                   | -              | -              |